# Isometopinae
Isometopinae (лат.) — подсемейство полужесткокрылых из семейства слепняков (Miridae).

## Описание
Мелкие клопы от 2 до 7 мм. Голова спереди сплюснута дорсо-вентрально. Только у представителей этого подсемейства слепняков имеются простые глазки. Задние ноги прыгательные. Лапки состоят из двух члеников.

## Экология
Встречаются на коре деревьев. Питаются тлями и щитовками.

## Классификация
Изначально описаны как самостоятельное семейство. Выделяют пять триб. В мировой фауне 42 рода и 239 видов.
- Триба Diphlebini  Bergroth, 1924
  - Diphleps Bergroth, 1924
- Триба †Electromyiommini  Herczek, 1993
  - †Archemyiomma  Herczek, 1993
  - †Clavimyiomma  Popov and Herczek, 1992
  - †Electromyiomma  Popov and Herczek, 1992
  - †Metoisops  Popov and Herczek, 1992
- Триба Gigantometopini  Herczek, 1993
  - Astroscopometopus Yasunaga and Hayashi, 2002
  - Gigantometopus Schwartz and Schuh, 1990
- Триба Isometopini  Herczek, 1993
  - Carayonischa Akingbohungbe, 1996
  - Electroisops Herczek and Popov, 1997
  - Eurocrypha Kirkaldy, 1908
  - Fronsonia Herczek, 1993
  - Hoffheinsoria Herczek and Popov, 2012
  - Isometopiellus Akingbohungbe, 1996
  - Isometopus Fieber, 1860
  - Jozefus Herczek, 1993
  - Letaba Hesse, 1947
  - Lindbergiola Carvalho, 1951
  - Nesocrypha Kirkaldy, 1908
  - Paloniella Poppius, 1915
  - Paratopus Herczek, 1993
  - Popoviana Herczek and Popov, 1997
  - Ptisca McAtee and Malloch, 1932
  - Sagarmathametopus Yasunaga and Duwal, 2006
  - Smithopus Akingbohungbe, 1996
- Триба Myiommini  Bergroth, 1924
  - Alcecoris McAtee and Malloch, 1924
  - Aristotelesia Carvalho, 1947
  - Brailovskiocoris Henry, T., 1980
  - Corticoris McAtee and Malloch, 1922
  - Isometopidea Poppius, 1913
  - Joceliana Carvalho, 1984
  - Kohnometopus Yasunaga, 2005
  - Lidopiella Henry, T., 1980
  - Lidopus Gibson, E., 1917
  - Myiomma Puton, 1872
  - Myiopus Henry, T., 1980
  - Namaquaropus Akingbohungbe, 2004
  - Paratotta Herczek, 1993
  - Plaumannocoris Carvalho, 1947
  - Slateropus Akingbohungbe, 1996
  - Sophianus Distant, 1904
  - Totta Ghauri and Ghauri, 1983
  - Wetmorea McAtee and Malloch, 1924

## Палеонтология
В ископаемом состоянии известны из балтийского янтаря. Вымершая триба Electromyiommini включает 14 видов из 4 родов.

## Распространение
Встречаются во всех зоогеографических областях. Наибольшим видовым богатством отличается Афротропика, откуда известно 85 видов.